# Breda Ba.65
El Breda Ba.65 fue un monoplano italiano biplaza de ala baja, de construcción metálica, empleado en funciones de ataque a tierra (avión de asalto), por la Aviación Legionaria durante la guerra civil española y la Regia Aeronautica en los inicios de la Segunda Guerra Mundial.

## Desarrollo

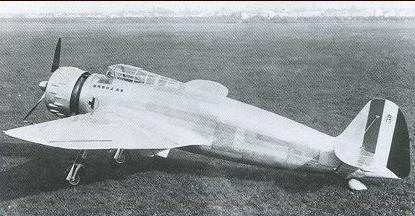
Ba.65 en el suelo

Diseñado y desarrollado a partir del Breda Ba.64, esta aeronave fue concebida como un aeroplano di combattimento capaz de cumplir con las funciones de interceptor, bombardero ligero o avión de reconocimiento y ataque. El prototipo del Breda Ba.65 (MM 325) realizó su vuelo inicial en septiembre de 1935, pilotado por Ambrogio Colombo. Era un monoplano cantilever de ala baja, con las unidades principales del tren de aterrizaje retráctiles hacia atrás, alojadas en carenados subalares. La estructura básica del fuselaje y alas era de tubos de aleación de acero al cromo-molibdeno recubiertos con láminas de duraluminio, a excepción de los bordes de fuga de las alas, que estaban revestidas en tela. El ala incorporaba flaps de borde de fuga y slats de borde de ataque tipo Handley Page. La cola, con deriva y timón de dirección únicos, se hallaba arriostrada mediante montantes y cables y era de construcción de acero recubiertos de láminas de aleación ligera. El prototipo estaba propulsado por el motor radial de 18 cilindros Fiat A.80 RC.41 de 758 kW (1045 hp; 1031 CV).
La producción de este modelo comenzó en 1936 con un pedido inicial de la Regia Aeronautica de 81 unidades. A estos aparatos les fue instalado el motor radial en doble estrella de 14 cilindros Isotta-Fraschini K.14 de 900 cv. Estaba armado con dos ametralladoras Breda-SAFAT cal. 12,7 mm montadas en las alas en posición interior y dos Breda-SAFAT cal. 7,70 mm, en la parte exterior y dotado de cuatro lanzabombas, pudiendo llevar ingenios de 100 o 50 kg; sin embargo, normalmente en las misiones de ataque al suelo utilizaban cuatro depósitos que contenían cada uno 168 bombas antipersonal de 1 y 2 kg.
Bastantes ejemplares del Ba.65 sirvieron en las unidades italianas con una configuración biplaza, con un artillero/observador instalado en una cabina abierta, y a un número más pequeño se les instaló una torreta dorsal Breda L.

## Historia operacional

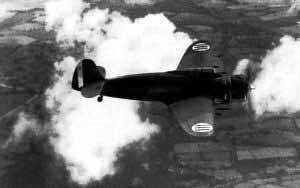
Breda Ba.65 en vuelo.

### Italia
Guerra civil española
En diciembre de 1936, Mussolini decidió dar a su personal militar alguna experiencia en un conflicto real, la guerra civil española. Su programa para ayudar al Bando Nacional incluyó el establecimiento de un contingente aéreo, la Aviazione Legionaria. La primera entrega de tres Ba.65 llegó en febrero de 1937, seguida de dos remesas más hasta sumar 23 aparatos; pero no fue hasta agosto de 1937 cuando una serie de trece aviones entró por primera vez en combate con la 65ª Squadriglia Assalto, inicialmente basada en Soria y posteriormente en Tudela. Esta unidad tomó parte en operaciones sobre Santander en 1937, luego en Teruel y en la Batalla del Ebro. De un total de 23 aparatos llegados a España, diecisiete estaban propulsados por el motor Isotta-Fraschini K.14, y los restantes por el Fiat A.80. Once aviones sobrevivieron a la guerra y formaron parte de lo que sería el incipiente Ejército del Aire español. Son destinados a Albacete y, junto a los Túpolev SB Katiuska, se constituye la Escuadra n.º 13, pasando más tarde a la Academia de Aviación de León, hasta ser dados de baja en 1945.
Regia Aeronautica
La experiencia adquirida en España constató que el Ba.65 era apto únicamente en misiones de ataque táctico, para lo que este modelo sirvió a partir de entonces, destacado en los dos (5º y 50.º) Stormi de Assalto. Se construyó una segunda serie de 137 aviones, en la factoría de Breda (80) y en la de Caproni Vizzola (57), antes de dar por terminada la producción en julio de 1939.
A partir de junio de 1940, los Ba.65 tomaron parte en acciones contra las tropas británicas y de la Commonwealth en el norte de África. Su tasa de operatividad en las difíciles condiciones del desierto fue muy baja, y sus prestaciones resultaran poco satisfactorias. Los últimos aviones en estado operativo se perdieron durante la ofensiva británica (Operación Crusader) de febrero de 1941 sobre Cirenaica.

### Chile
El 1 de septiembre de 1937, el Gobierno chileno realizó un pedido de 20 ejemplares, 17 monoplazas y 3 entrenadores biplaza con doble mando para su Fuerza Aérea Nacional (FAN). Se solicitaron algunas especificaciones diferentes del modelo original; debían estar equipados con motores radiales de 18 cilindros Piaggio P.XI R.C.40 de 735 kW (1013 hp; 999 CV) y armados con ametralladoras Madsen cal. 12,7 mm y 7,62 mm en lugar de las Breda-SAFAT originales. Se tomó como base el avión n.º de serie MM.75156, que fue elegido para la conversión a la variante chilena, y, después de todos los cambios y modificaciones requeridos para cumplir con el pedido chileno, los aviones fueron designados Ba.65/65Bis Tipo Cile Las tres máquinas biplaza fueron equipadas con una torreta dorsal tipo Breda M accionada hidráulicamente y equipada con una ametralladora de 7,62 mm. La torreta era pesada y su uso engorroso, por lo que los tres aviones pronto se convirtieron a la configuración monoplaza. Además, los Ba.65 chilenos podrían llevar 20 bombas antipersonal de 10 kg o cuatro de propósito general de 50 kg en el interior de la bodega de bombas ubicada detrás del asiento del piloto. Estos aviones, después de varios retrasos causados por la implementación de las modificaciones, llegaron al puerto de Valparaíso en diciembre de 1938. Sucesivos accidentes ocasionados por la falta de entrenamiento de los pilotos marcaron que los supervivientes fueran retirados de primera línea hasta 1941, cuando son dados de baja.

### Irak
Un total de 25 Ba.65 propulsados por motores Fiat A.80 fueron vendidos al Reino de Irak en 1938. Estos consistieron en 22 ejemplares equipados con torretas dorsales Breda L y dos entrenadores con controles duales. Los Ba.65 fueron utilizados contra las fuerzas armadas del Reino Unido y de la Commonwealth durante la insurrección —Guerra anglo-iraquí— que estalló en 1941, después de que un golpe de Estado instalara un nuevo gobierno mientras mantenía la monarquía existente.

### Portugal
A finales de 1936, la Aeronautica Militar portuguesa buscaba un nuevo avión de asalto; así que en enero de 1937 una comisión de la misma visita Italia y realiza pruebas con los nuevos Breda Ba.64 y Ba.65. De vuelta en Portugal no había mucha confianza de esta elección. Sin embargo, un elogioso informe del coronel Barros Rodríguez, quien había visitado España, donde el Ba.65 estaba en servicio, convenció a las autoridades a realizar un pedido por 10 Ba.65. El contrato se firmó el 29 de enero de 1938; en él se especificaba que el motor debía ser el Fiat A.80 y debían estar armados con la ametralladora aérea Browning AN/M2, por lo que se tuvo que sustituir el armamento Breda-SAFAT original, además de una torreta dorsal Breda L. 
Los diez aviones fueron entregados en Portugal el 25 de noviembre de 1938, y los vuelos de pruebas y de aceptación acabaron el 22 de abril de 1939. A finales de julio de 1939, los Ba.65 comenzaron su carrera en Portugal en manos de los pilotos del recién formado "Grupo de Bombardeo de Día", en Sintra. Aunque los pilotos, bien entrenados en Italia, hicieron restablecer la confianza en el modelo, el mal tiempo y problemas de mantenimiento especialmente graves hicieron difícil mantener el Grupo en pleno funcionamiento. El 15 de febrero de 1941 esta historia terminó fatalmente; una enorme tormenta golpeó Sintra, destrozando los hangares de los Ba.65. A pesar de los intentos de salvar al menos un par de aparatos, se constató que todas las aeronaves se encontraban en un estado irreparable, por lo que, poco después, todos los aviones fueron enviados al desguace.

## Versiones
Ba.65 K.14
Primera versión monoplaza de ataque a tierra, con motor radial Isotta-Fraschini K.14 y armado con ametralladoras Breda-SAFAT cal. 12,7 y 7,70 mm.
Ba.65 A.80
Versión similar al Ba.65 K.14 con motor Fiat A.80.
Ba.65bis
Versión biplaza con aumento de capacidad de combustible y ametralladora adicional desmontable en afuste dorsal.
Ba.65bisL
Versión dotada de una torreta dorsal Breda L.
Ba.65М
Versión de bombardero en picado, conversión de 40 Ba.65bis efectuada por Caproni Vizzola.

## Operadores
Chile
- Fuerza Aérea Nacional

 Estado Español
- Aviación Nacional
- Ejército del Aire

 Irak
- Real Fuerza Aérea Iraquí - Al Quwwa al Jawwiya al Iraqiya

 Reino de Italia
- Regia Aeronautica
- Aviación Legionaria

 Paraguay
- Fuerza Aérea Paraguaya

 Portugal
- Aeronautica Militar portuguesa

## Especificaciones (Ba.65 motor Fiat A.80 RC.41)
Referencia datos: Enciclopedia Ilustrada de la Aviación, Vol. 4 pag. 857

### Características generales
- Tripulación: Uno (piloto)
- Longitud: 9,3 m (30,5 ft)
- Envergadura: 12,1 m (39,7 ft)
- Altura: 3,2 m (10,5 ft)
- Superficie alar: 23,5 m² (253 ft²)
- Peso vacío: 2400 kg (5289,6 lb)
- Peso cargado: 2950 kg (6501,8 lb)
- Peso útil: 550 kg (1212,2 lb)
- Planta motriz: 1× motor radial de 18 cilindros refrigerado por aire Fiat A.80 RC.41.
  - Potencia: 758 kW (1045 HP; 1031 CV) (725 kW; 1000 hp) con Isotta-Fraschini K.14
- Hélices: 1× Tripala de paso variable por motor.

### Rendimiento
- Velocidad nunca excedida (Vne): 430 km/h (267 MPH; 232 kt) (versión biplaza: 410 km/h)
- Alcance: 550 km (297 nmi; 342 mi)
- Techo de vuelo: 6300 m (20 669 ft)

### Armamento
- Ametralladoras: 

  - 2x Breda-SAFAT de 12,7 mm
  - 2x Breda-SAFAT de 7,70 mm
- Puntos de anclaje: 2 subalares y 1 interno para cargar una combinación de:  
  - Bombas: 500 kg

## Aeronaves relacionadas

### Aeronaves similares
- Aichi D3A
- Blackburn Skua
- Curtiss SB2C Helldiver
- Douglas SBD Dauntless
- Junkers Ju 87 Stuka
- Loire-Nieuport LN.401
- Vultee A-31 Vengeance

### Secuencias de designación
- Secuencia Ba._ (interna de Breda): ← Ba.44 - Ba.46 - Ba.64 - Ba.65 - Ba.75 - Ba.79S - Ba.82 →
- Secuencia Numérica (Aeronaves del Ejército del Aire español (1939-1945)): ← 12 - 14 - 15 - 16 - 16W - 17 - 17W →